# Атескаль
Атескаль (исп. Atexcal) — муниципалитет в Мексике, входит в штат Пуэбла.

## История
Город основан в 1895 году.